# مجید سلیمانی‌پور

مجید سلیمانی‌پور (زادهٔ ۱۳۳۷ - درگذشتهٔ ۱۹ آذر ۱۳۸۸ در تهران) مدیرعامل و عضو هیئت مدیره کنسرسیوم توسعه اعتماد مبین مالک بیش از نیمی از شرکت مخابرات ایران جانشین فرمانده و عضو هیئت علمی دانشکده فنی و مهندسی دانشگاه امام حسین، مدیرمسئول «فصلنامه مکانیک و هوافضا» و عضو اصلی هیئت مدیره «انجمن رمز ایران» بود، انجمنی که سپاه پاسداران با هدف ارتقای علم و فناوری رمز و امنیت ارتباط کشور راه‌اندازی کرده‌بود.
شهرت سلیمانی‌پور ناشی از مدیریت شرکتی بود که موفق به خرید ۸ هزار میلیارد تومانی ۵۰٪ + یک سهام شرکت مخابرات در شهریور ۱۳۸۸ شد. مرگ ناگهانی وی در آذر همین سال شایعات زیادی را در رسانه‌ها دامن زد. جسد وی و همسرش شهین برون روز پنجشنبه ۱۹ آذر در خانه شخصی‌شان در منطقه ازگل تهران پیدا شد و پزشکی قانونی علت مرگ را مسمومیت با منو اکسید کربن بر اثر نشت گاز اعلام کرد.